# DeMaurice Smith
Pour les articles homonymes, voir Smith.
DeMaurice F. "De" Smith, né le 3 février 1964 à Washington, district de Columbia, est le directeur exécutif de la National Football League Players Association (NFLPA). Il est élu à l'unanimité le 15 mars 2009. En tant que directeur exécutif de la NFLPA pendant le lock-out de la NFL en 2011, Smith joue un rôle majeur en aidant les joueurs et les propriétaires de la NFL à conclure une nouvelle convention collective.

## Études
Smith obtient son doctorat en droit à la faculté de droit de l'université de Virginie et sa licence en sciences politiques à l'université de Cedarville (en), une université baptiste privée de l'Ohio.

## Carrière
Avant de travailler pour la NFLPA, DeMaurice Smith est avocat et partenaire de litige dans les bureaux de Latham & Watkins et de Patton Boggs à Washington, D.C., où il est président du groupe d'enquête gouvernementale et des crimes en col blanc du cabinet,,. Avant d'entrer dans le secteur privé, M. Smithest l'avocat du procureur général adjoint de l'époque, Eric Holder, au département américain de la justice,,. Il passe neuf ans au bureau du procureur général des États-Unis et un an au ministère de la justice, travaillant sur des questions telles que la sécurité nationale et la construction de prisons. Smith représente également des entreprises du classement Fortune 500 et plaide de nombreuses affaires devant la Cour d'appel américaine pour le circuit du district de Columbia et la Cour d'appel du district de Columbia.
Le 15 mars 2009, Smithest élu à l'unanimité par un conseil d'administration composé de représentants de joueurs actifs pour devenir le directeur exécutif de la National Football League Players Association (NFLPA). Bien que Smith n'ait pas d'expérience dans le domaine du football américain, ses liens avec le pouvoir présidentiel et les experts en affaires lui ont donné un avantage sur d'autres candidats potentiels comme Troy Vincent (en), Trace Armstrong et l'avocat spécialisé dans le sport David Cornwell. Il est élu pour ses deuxième, troisième et quatrième mandats en 2012, 2015 et 2017. En tant que directeur exécutif, M. Smith souligne que les joueurs doivent prendre davantage le contrôle de leur carrière, s'éduquer et s'impliquer davantage dans le processus. Bien que son rôle principal soit de se battre pour de meilleurs salaires et une meilleure sécurité pour les joueurs, Smith a clairement indiqué que les soins de santé à long terme et l'augmentation des prestations pour demain sont tout aussi importants.
Pendant le premier mandat de M. Smith en tant que directeur exécutif de la NFLPA, la question qui domine le dialogue est le lock-out de 2011. En gardant à l'esprit l'amélioration de la sécurité et des salaires des joueurs, les soins de santé à long terme et l'augmentation des avantages pour les joueurs retraités de la NFL, DeMaurice Smith aide la NFLPA à négocier avec les propriétaires de la NFL et à convenir d'une nouvelle convention collective en juillet 2011.
M. Smith a pris la parole lors des remises de diplôme de la faculté de droit de l'université de Virginie en mai 2015 et de l'université du Maryland en 2011.